# Marianne Blidon
Marianne Blidon, née en 1976, est une géographe française dont les recherches portent sur la géographie du genre et des sexualités. Elle est maîtresse de conférences à l'Institut de démographie de l'université Paris 1 Panthéon-Sorbonne. Première géographe à publier une thèse en France sur la géographie des sexualités, elle est une spécialiste de ce domaine.

## Biographie
Marianne Blidon est née en 1976. Après des classes préparatoires lettres et sciences sociales, elle réalise un parcours en histoire à l'université de Nantes et obtient l'agrégation de géographie en 2002. Elle poursuit avec un Master 2 en géographie à l'université Paris 1 Panthéon-Sorbonne. Sa thèse de doctorat, la première en France consacrée à la géographie des sexualités, est soutenue en 2007 : « Distance et rencontre : éléments pour une géographie des homosexualités » à l'université Paris-Diderot, sous la direction de Christian Grataloup,. Le Comité national français de géographie la récompense d'un prix de thèse.
Elle est recrutée en 2008 comme maîtresse de conférences à l'université Paris 1 Panthéon-Sorbonne ; elle y passe son habilitation à diriger des recherches en 2018,.

### Activités éditoriales
Marianne Blidon est l'une des fondatrices en 2008 de la revue Genre, sexualité et société. Elle en occupe le poste de rédactrice en chef de 2008 à 2010 puis de codirectrice de 2010 à 2014. De 2012 à 2018 elle est la première Française membre du comité éditorial de la revue Gender, place & culture (en).

## Travaux
Les travaux de Marianne Blidon se placent dans la géographie du genre et des sexualités dont elle est une des pionnières en France,. Elle adapte certains travaux anglo-saxons menés sur la thématique sur des cas français.
Elle s'intéresse durant sa thèse à la manière dont la communauté homosexuelle s'approprie l'espace à l'échelle d'un « quartier gay », le Marais à Paris. Elle montre que le besoin d'un « espace sécurisant » ainsi que la possibilité d'être soi-même motive sa fréquentation. Le Marais devient ainsi un lieu de refuge, de sociabilité (bars), d'organisation d'événements ou de construction d'associations. Elle pointe aussi les paradoxes, comme le fait que les homosexuels ne souhaitent pas avoir une identité réduite à cet aspect et l'échelle collective nécessaire pour faire avancer les droits,.

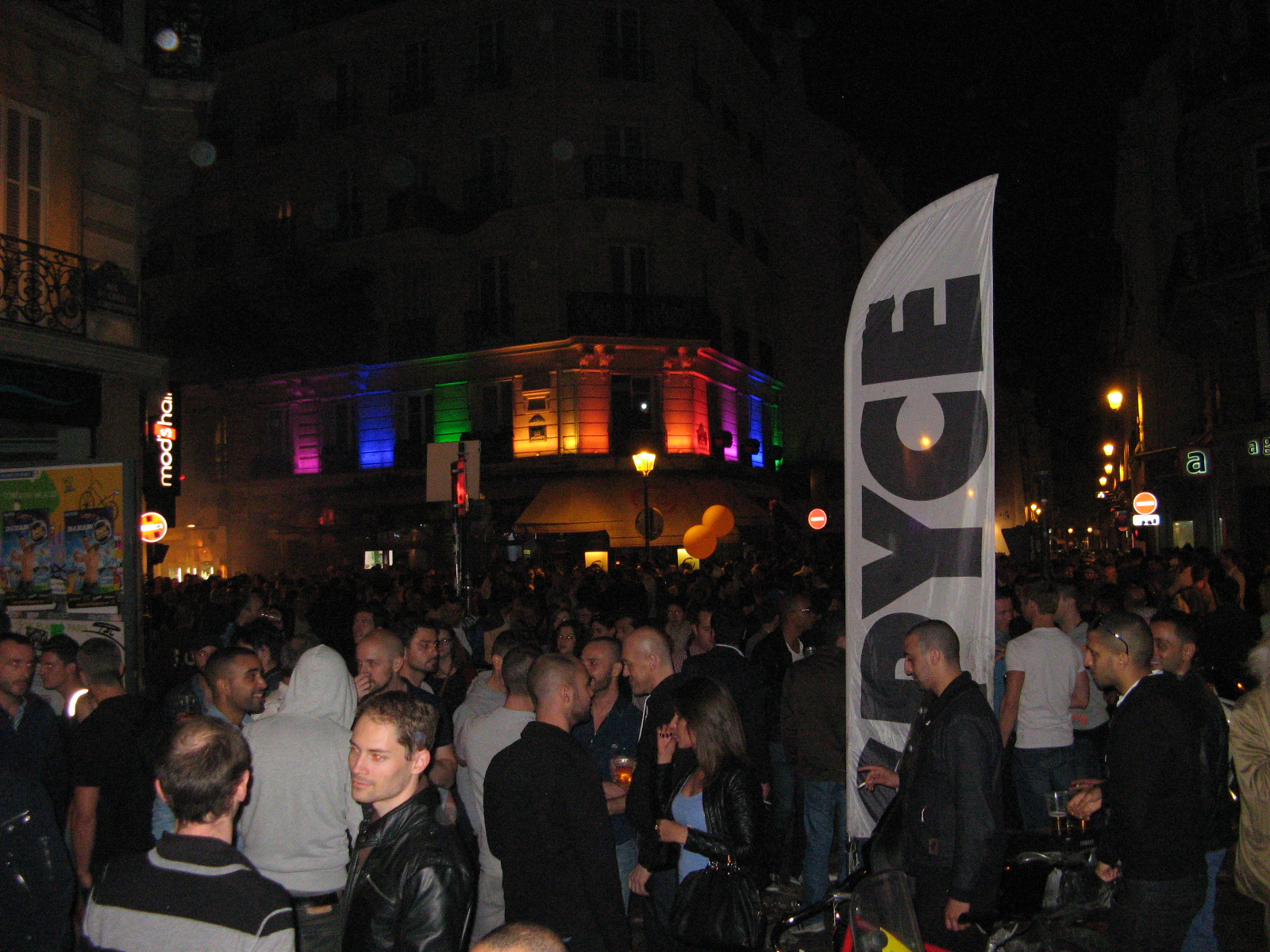
Quartier du Marais à Paris de nuit, étudié par Marianne Blidon dans sa thèse

Dans les années 1990, les représentations de ce quartier sont celles d'un « ghetto gay » ; ses recherches montrent au contraire la banalité du quotidien d'un quartier ordinaire, loin d'une logique communautaire,. De plus, avec la gentrification, le Marais devient homogène par la classe sociale plutôt que par l'orientation sexuelle,,. La vision d'un quartier « gay » devient une caricature éloignée de la réalité,. Les lieux de rencontres sont aussi plus diversifiés que le Marais, à l'image de la diversité de la communauté homosexuelle,. Elle ajoute que les applications de rencontres, qui utilisent la géolocalisation pour rapprocher les personnes homosexuelles, permet de ne plus forcément passer dans un lieu de rencontre perçu comme homosexuel pour faire connaissance. Ce sont davantage les espaces périphériques qui sont des espaces de sexualité et non le Marais en lui-même.

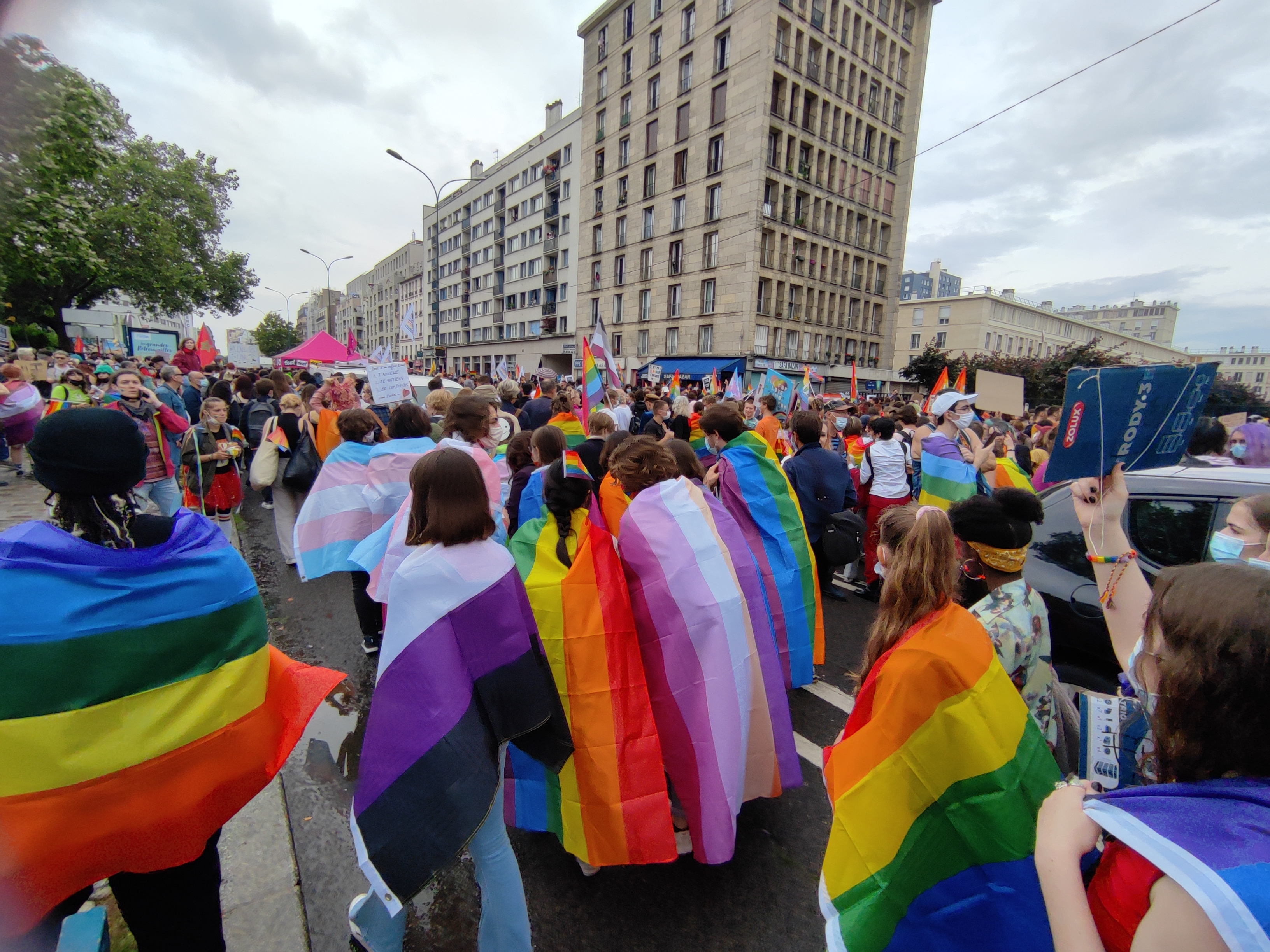
Exemple d'occupation géographique de l'espace public par les personnes LGBT : la marche des fiertés de Paris en 2021

Ses recherches s'intéressent aux manières de vivre la sexualité en fonction des différences d'espaces, entre urbain et rural. Elle montre que le parcours de migrations des personnes homosexuelles n'est pas « une fuite vers les grandes villes » mais est au contraire beaucoup plus diversifié, en fonction de l'âge du coming out, ou leur ancrage dans leur lieu d'origine,. Via une enquête de Têtu elle montre que la part des personnes homosexuelles exprimant leur attachement amoureux dans l'espace public par des gestes anodins (se tenir la main) est très faible,. Elle est toutefois moins faible chez les lesbiennes que les personnes ont plus de mal à identifier. Cette invisibilité forcée montre ainsi une norme hétérosexuelle de la rue et questionne la citoyenneté spatiale, ici plus réduite,. Elle en nuance également plusieurs préjugés. Par exemple, elle s'exprime davantage quand les personnes sont éloignées de leur commune d'origine, y compris dans les grandes villes. Certaines personnes homosexuelles refusent quant à elle de se rendre dans un moment d'occupation de la rue par les LGBT+, la pride, en estimant que cela donne une mauvaise image d'eux et d'elles,.
Son expertise est régulièrement sollicitée pour l'atlas du Monde, pour les rapports d'activités de SOS homophobie et par les médias étrangers,,,,.

### Concept de «pacte de l'opacité»
Dans sa thèse, Marianne Blidon revient sur la notion de placard dont elle pointe les seuls aspects de dévoilement et de visibilité à une échelle individuelle. Or les injonctions externes que subissent les personnes homosexuelles n'en tiennent pas compte. Elle propose la notion de « pacte de l’opacité » qui pour elle rend mieux compte de l’articulation mobile et fluctuante, entre une injonction à la discrétion que fait peser l’intériorisation de la norme dominante, et la marge de tolérance qu’elle ménage en retour de l’invisibilisation des pratiques minoritaires.

### Critiques sur l'aspect géographique de ces questionnements
Les recherches en géographie du genre font l'objet de débats sur sa légitimité. Les critiques portent sur son aspect plus sociologique que géographique, un « effet de mode » moins important que d'autres sous-disciplines vues comme plus nobles ou importantes et le fait qu'il s'agirait d'un domaine qui n'apporte pas d'éléments nouveaux aux paradigmes de la géographie,,. D'autres personnes estiment que cela relève de résistances disciplinaires et que les différents travaux menés démontrent l'exact contraire. Par exemple, travailler sur des minorités questionne le positionnement du chercheur ou de la chercheuse (sa classe sociale ou le fait de ne pas avoir l'obligation d'indiquer sa sexualité), mais aussi l'éthique vis-à-vis de son terrain,.
Plusieurs recherches indiquent que la thèse, puis les travaux de Marianne Blidon, ont légitimé ce champ et eu un effet libérateur pour les géographes francophones qui n'abordaient pas le sujet, par peur du contexte intellectuel défavorable et stigmatisant,.

## Polémique
En travaillant en tant que scientifique sur les homosexualités, Marianne Blidon est poussée à révéler publiquement son hétérosexualité, obligation qui amène ce questionnement pour la première fois dans le monde francophone,.

## Engagement
Elle est la créatrice d'une plateforme wiki qui centralise les résultats des auditions des recrutements universitaires en géographie en France.
Marianne Blidon tient un compte Twitter qui met en avant les recherches des femmes en sciences humaines et sociales par de courtes citations renvoyant à leur publication, accompagnées d'un dessin.

## Distinction
- Prix de thèse du Comité national français de géographie en 2008[5]

## Publications

### Ouvrages
- Marianne Blidon et Stanley D. Brunn, Mapping LGBTQ spaces and places a changing world, Springer, 2022 (ISBN 978-3-031-03792-4 et 3-031-03792-8, OCLC 1335755299, lire en ligne)

### Articles
- Marianne Blidon, « Jalons pour une géographie des homosexualités », L’Espace géographique,‎ 2008, p. 175-189 (lire en ligne)
- Marianne Blidon, « La Gay Pride entre subversion et banalisation », Espace populations sociétés. Space populations societies, nos 2009/2,‎ 1er avril 2009, p. 305–318 (ISSN 0755-7809, DOI 10.4000/eps.3727, lire en ligne, consulté le 29 août 2022)
- Marianne Blidon, « Géographie de la sexualité ou sexualité du géographe ? Quelques leçons autour d'une injonction », Annales de géographie,‎ 2012, p. 525-542 (lire en ligne)
- Marianne Blidon, « La casuistique du baiser », EchoGéo, no 5,‎ 29 mai 2008 (ISSN 1963-1197, DOI 10.4000/echogeo.5383, lire en ligne, consulté le 29 août 2022)
- Marianne Blidon et Sébastien Roux, « L’ordre sexuel du monde », L’Espace Politique. Revue en ligne de géographie politique et de géopolitique, no 13,‎ 3 mai 2011 (ISSN 1958-5500, DOI 10.4000/espacepolitique.1813, lire en ligne, consulté le 29 août 2022)
- Marc Bessin et Marianne Blidon, « Déprises sexuelles : penser le vieillissement et la sexualité », Genre, sexualité & société, no 6,‎ 1er décembre 2011 (ISSN 2104-3736, DOI 10.4000/gss.2241, lire en ligne, consulté le 29 août 2022)
- Marianne Blidon et France Guérin-Pace, « Un rêve urbain ? La diversité des parcours migratoires des gays », Sociologie, vol. 4, no 2,‎ 2013, p. 119 (ISSN 2108-8845 et 2108-6915, DOI 10.3917/socio.042.0119, lire en ligne, consulté le 29 août 2022)